# MG-030
A MG-030 é uma rodovia estadual de Minas Gerais. Sua extensão total é de 115 quilômetros, mas apenas 61,9 quilômetros (54%) de sua malha possuem pavimentação. Seu percurso inicia em Belo Horizonte e termina no município de Congonhas, na rodovia BR-040.
É o trecho final da antiga rodovia União Industria que ligava o Rio de Janeiro à capital mineira, há cerca de um século. No trecho de Congonhas faz parte também do Caminho Velho da Estrada Real, entre Miguel Burnier e Lobo Leite.

## Percurso
A rodovia passa pelos seguintes municípios:
- Belo Horizonte
- Nova Lima
- Rio Acima
- Itabirito
- Congonhas